# Juan Granell Pascual
Juan Granell Pascual (Borriana, 1902 - Madrid, 31 de desembre de 1962) fou un polític valencià, diputat a les Corts de la Segona República i procurador en Corts
Treballà com a enginyer mecànic electricista i políticament fou un dels principals dirigents del carlisme al País Valencià, com a president del Comitè provincial de la Comunió Tradicionalista a Castelló. A les eleccions generals espanyoles de 1933 fou elegit diputat per la província de Castelló dins la Unió de Dretes.
Durant la guerra civil espanyola va donar suport al règim franquista, i el 1940 fou nomenat governador civil de Bilbao i cap local de la Falange en substitució de José María de Oriol y Urquijo. Posteriorment fou nomenat cap de premsa de l'ajuntament de València, Sotssecretari del Ministeri d'Indústria i Energia en 1943 i d'Endesa en 1952. Fou procurador en Corts de 1943 a 1949.